# Funeral for a Friend
Funeral for a Friend, abrégé FFAF, est un groupe de post-hardcore britannique, originaire de Bridgend, Pays de Galles. Formé en 2001, il se compose du chanteur Matthew Davies-Kreye, du guitariste Kris Coombs-Roberts, du guitariste Gavin Burrough, du bassiste Richard Boucher et du batteur Pat Lundy.
La popularité de Funeral for a Friend s'étend initialement au Royaume-Uni grâce à leur premier album studio, Casually Dressed and Deep in Conversation (2003). Hours (2005) et Tales Don't Tell Themselves (2007), leurs albums successeurs, montre une évolution musicale chez Funeral for a Friend par rapport à leur premier album, le groupe faisant désormais usage de hurlements, de riffs de type heavy metal, notamment. Ces deux albums ont été certifiés disque d'or et d'argent au Royaume-Uni, respectivement. Le quatrième album auto-produit de Funeral for a Friend, Memory and Humanity (2008), et distribué via leur propre label discographique nommé Join Us, est considéré comme le plus éclectique à ce jour. Par la suite, le groupe distribue via d'autres labels leurs albums Welcome Home Armageddon (2011) et Conduit (2013), qui présentent leur style musical initial influencé par le metal et le hardcore.

## Biographie

### Formation et débuts (2001–2003)
Tandis que Michael Davies, l'un des premiers chanteurs du groupe January Thirst, part en décembre 2001, Matthew Evans (chant) et Johnny Phillips (batterie) invitent Matt Davies (plus tard Davies-Kreye) à occuper la place vacante de chanteur. Par la suite, le groupe se reforme sous le nom de Funeral for a Friend ; le nom provient d'une chanson de Planes Mistaken for Stars (en), l'une des préférées de Davies à cette époque. Au réveillon du nouvel an, le groupe se sépare du second guitariste Kerry Roberts (le frère de Kris Coombs-Roberts) et le remplacent par Darran Smith (ex-membre de Tripcage). Le groupe fait paraître quatre chansons au label Mighty Atom Records (en) pour un EP auto-financé avec un autre groupe gallois From This Moment On. À la suite de l'écoute de ses quatre chansons, Mighty Atom Studios s'intéresse au groupe et leur propose un contrat pour deux albums ; le groupe fait alors paraître l'EP Between Order and Model (2002). Avant la parution de cet EP, Andi Morris (basse), Phillips et Evans quittent le groupe. Les membres restants recrutent Gareth Davies (plus tard Ellis-Davies) à la basse, et Ryan Richards à la batterie. Matt Davies devient le seul premier chanteur du groupe restant, accompagné de Gareth Davies à la voix mélodique, et de Richards qui endosse le rôle des hurlements d'Evans.
En 2003, Funeral for a Friend fait paraître son second EP, Four Ways to Scream Your Name (en), produit et mixé par Colin Richardson. En août 2003, Funeral for a Friend participe au stage Concrete Jungle des Reading and Leeds Festivals.

### Casually Dressed and Deep in Conversation(2003–2004)

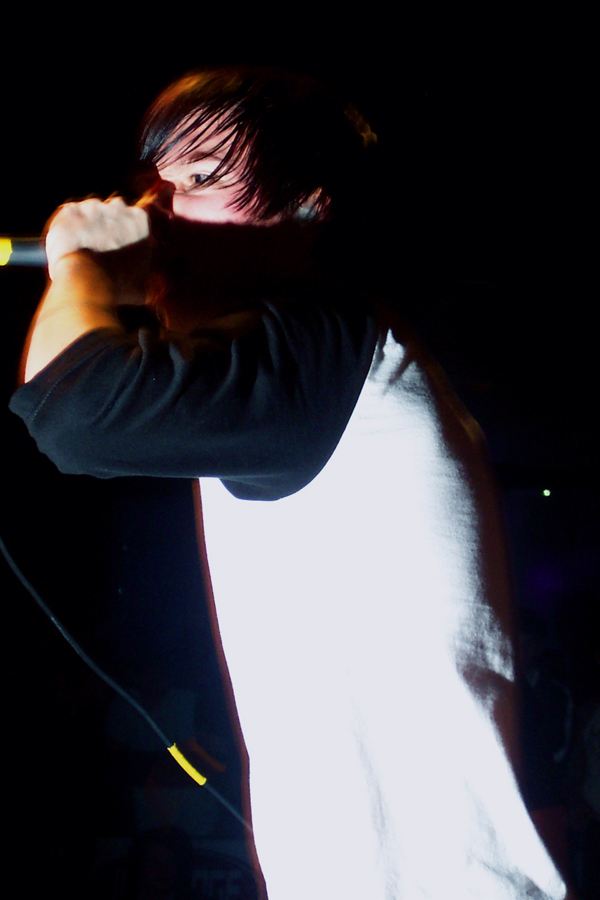
Le chanteur Matthew Davies, sur scène en 2004.

Le 21 août 2003, Funeral for a Friend remporte un Kerrang! Award dans la catégorie « meilleur nouveau groupe britannique », devançant The Darkness. Cette récompense décernée à Funeral for a Friend est largement attribuée par les fans, car les gagnants sont nommés par les votants du site Internet Kerrang!. Le 20 octobre 2003, après tout un été d'enregistrement, le premier album de Funeral for a Friend est commercialisé. Casually Dressed and Deep in Conversation, produit et mixé Colin Richardson, est très bien accueilli au Royaume-Uni,. L'album est commercialisé aux États-Unis le 14 janvier 2004. Un mini-album, intitulé Seven Ways to Scream Your Name (en), est également commercialisé, et présente les chansons originaires des EPs Between Order & Model et Four Ways to Scream Your Name ainsi que la face B The Getaway Plan. Au Royaume-Uni, l'album est certifié disque d'or un an après sa parution le 24 octobre 2004 avec plus de 100 000 ventes.
Casually Dressed and Deep in Conversation atteint trois fois le classement des singles au top 20 avec les chansons Juneau (19e place), She Drove Me to Daytime Television (20e place) et Escape Artists Never Die (19e place). Funeral for a Friend fait une tournée promotionnelle pour Casually Dressed and Deep in Conversation en Europe en compagnie de leur groupe préféré, Iron Maiden. Cette tournée est moyennement accueillie, du fait que leur sonorité ressemble à quelques détails près à celui d'Iron Maiden. En 2004 également, Funeral for a Friend participe aux Reading and Leeds Festivals aux côtés de Linkin Park.

### Hours(2005)
En mai 2005, le troisième single, intitulé Streetcar, de leur album à venir devient le quatrième single à atteindre le top 20 britannique (15e place). Le 14 juin 2005, le groupe fait paraître son second album, Hours, au label Atlantic Records. Produit par Terry Date, l'album est enregistré dans deux différents studios à Seattle. À peine deux semaines après sa parution, l'album est certifié disque d'argent avec 60 000 exemplaires vendus, et disque d'or avec 100 000 exemplaires vendus le 23 décembre 2005. En août cette même année, le groupe remporte un Kerrang! Award dans la catégorie « meilleur groupe britannique ».
Funeral for a Friend participe à quelques soirées à petits budgets au Pays de Galles, dont l'université de Bangor et le Bridgend Recreation Centre, avant la parution de l'album Hours, en contraste à leur précédentes soirées, durant lesquelles ils ont participé aux côtés des groupes Atreyu, Saosin, Hawthorne Heights et Thrice au Vans Warped Tour de 2005. Le groupe participe au Taste Of Chaos en compagnie de The Used, Killswitch Engage, Rise Against et Story of the Year. Funeral for a Friend fait paraître le troisième et dernier single de l'album Hours, intitulé History, duquel le vidéoclip présente des images de la grève des mineurs britanniques de 1984-1985. Funeral For a Friend achève sa tournée promotionnelle pour Hours en été 2006. La majeure partie des dates prévues sont annulées du fait que Matt Davies a souffert d'une sévère laryngite. D'autres tournées britanniques sont alors effectuées pour compenser ses dates annulées.

### Tales Don't Tell Themselves(2006–2007)

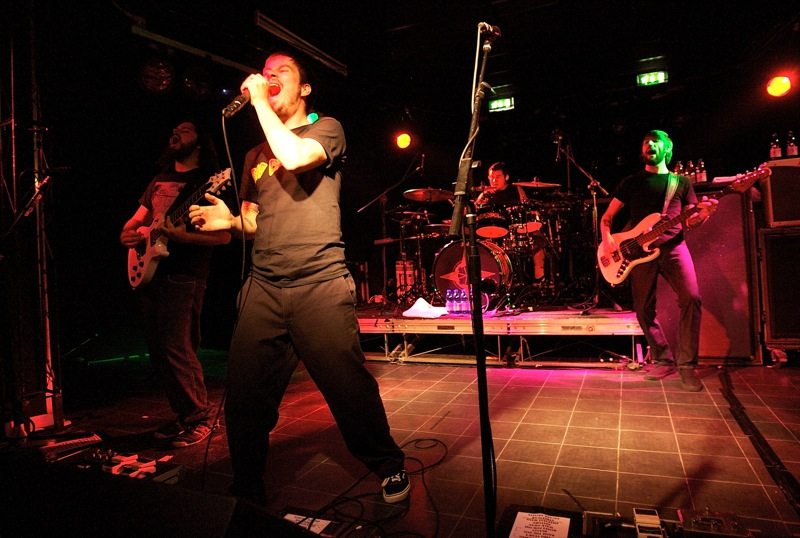
De gauche à droite : Kris Coombs-Roberts, Matthew Davies-Kreye, Gareth Davies en 2007.

Funeral for a Friend annonce l'écriture d'un nouvel album lors de leur tournée britannique en été 2006, et débute l'enregistrement à la fin de la tournée. Tales Don't Tell Themselves est commercialisé le 14 mai 2007 au Royaume-Uni, mais il est illégalement partagé sur des réseaux peer-to-peer le 10 mai 2007. Le groupe met à jour les informations concernant l'album via leur page officielle MySpace. Le 19 mars 2007, Into Oblivion (Reunion), le premier single de l'album, est diffusé pour la première fois au Zane Lowe Show sur Radio One ; le single atteindra la 16e place des classements britanniques pendant cinq semaines.
Une sélection de soirées privées est organisée pour la promotion de l'album les 12, 13 et 14 avril 2007, dans le Sud de l'Angleterre. Seuls 200 tickets étaient disponibles. Le 8 mai 2007, le groupe fait paraître Tales Don't Tell Themselves dans son intégralité pour ses fans sur leur page MySpace. L'album présente pour la première fois Matt à la guitare. Le 10 mai 2007, le groupe joue de nouveau une soirée privées au Wolverhampton Civic Hall Bar, dans lequel ils y jouent Walk Away pour la toute première fois. Le 16 juillet 2007, le single Walk Away paraît et atteint la 40e place des classements britanniques. Le prochain titre The Great Wide Open est annoncé en tant que prochain single et futur EP. L'EP, The Great Wide Open (en) est commercialisé le 15 octobre 2007 au label Atlantic Records.

### Memory and HumanityetYour History Is Mine(2008–2009)
Le 26 janvier 2008, le batteur Ryan Richards annonce sur le forum du groupe, un EP de quatre ou cinq chansons courant mars ou avril 2008. Après l'écriture des chansons, le groupe décide de faire paraître un album studio plutôt qu'un EP. Ryan annonce que leur prochain album devrait se composer de hurlements, de riffs et une sonorité plus proche de Casually Dressed and Deep in Conversation que leurs autres albums.
Le 11 mai 2008, un bulletin MySpace annonce le tournage du vidéoclip le 17 mai pour leur titre Waterfront Dance Club. Waterfront Dance Club est exclusivement joué pour la première fois au Rock Show de Radio 1. Le 2 juin 2008, le single est annoncé pour une parution avec la chanson Beneath the Burning Tree. Les deux singles sont également commercialisés en version limitée 7". Le titre de l'album est confirmé être Memory and Humanity par le magazine Rock Sound le 30 juin 2008, et qu'il devrait paraître courant octobre 2008. Le 2 juillet 2008, le groupe annonce une tournée promotionnelle pour Memory and Humanity, qui débutera par la suite le 14 octobre 2008. Le vidéoclip Kicking and Screaming paraît sur leur page MySpace le 9 août 2008. Le 27 août, le groupe annonce un contrat au label Victory Records pour des parutions de leur album sur les sols américain et canadien. L'album est distribué au label le 28 octobre 2008. Il est également distribué au label Roadrunner Records dans le reste du monde, à l'exception du Royaume-Uni, où l'album est distribué au label Join Us. Sa sortie est suivie d'une tournée en Irlande et au nord de l'Europe aux côtés du groupe punk hardcore canadien Cancer Bats.
Le 4 septembre 2008, le groupe annonce le départ de Gareth Davies, et son remplacement par Gavin Burrough (Hondo Maclean, Ghostlines, The Future). « Comme la plupart d'entre vous le savent, Gareth a vécu en Amérique pendant quelques années, et s'est récemment marié. Il ne pouvait plus supporter de partir en tournée et décide alors de prendre une décision pour son bien, sa famille et pour Funeral, de quitter le groupe. On respecte totalement son choix, on lui souhaite une bonne continuation, et un grand merci pour sa participation à nos côtés pendant ses six dernières années. » Plus tard, le magazine Kerrang! révèle, le 24 juin 2009, la parution prochaine d'un album best-of, intitulé Your History Is Mine: 2002-2009 (en) le 28 septembre 2009. L'album est distribué au label Atlantic Records. Le groupe décide ensuite de composer quatre nouvelles chansons pour attribuer plus de valeur aux yeux de leurs fans.

### Welcome Home Armageddon(2010–2011)
Le 23 avril 2010, Funeral for a Friend annonce sur Facebook le départ du guitariste Darran Smith. Il rédige un message d'adieu à ses fans. Le 26 avril 2010, Funeral for a Friend donne plus de détails sur leur changement de line-up, en hommage au départ de Darran Smith, et annonce l'arrivée d'un nouveau membre. Gavin Burrough change de la basse à la guitare, et prend la place du guitariste Darran, Kris Coombs-Roberts endosse le rôle de choriste, et le nouveau bassiste de Funeral for a Friend est Richard Boucher (Hondo Maclean, Hurricane-Joe, Ghostlines).
Le 3 mai 2010, le groupe annonnce un EP spécial sur le site Internet pledgemusic.com. Le 1er juillet 2010, le groupe révèle le titre de l'EP, The Young and Defenceless, ainsi que sa couverture. Kerrang! annonce la sortie de cet EP pour le 1er septembre 2010 ; cependant, dans les faits, la version téléchargeable est mise en ligne le 6 septembre 2010. Le 9 novembre, Funeral For a Friend fait paraître un vidéoclip du titre Serpents in Solitude. Fin octobre 2010, ils terminent leur session d'enregistrement pour un nouvel album dont le titre et la couverture ne sont pas encore révélés. Le 2 novembre, ils jouent de nouvelles chansons, qui sont confirmées comme partie intégrante de l'album, intitulées Man Alive et Front Row Seats to the End of the World. Une autre chanson, Spinning Over the Island est confirmée.

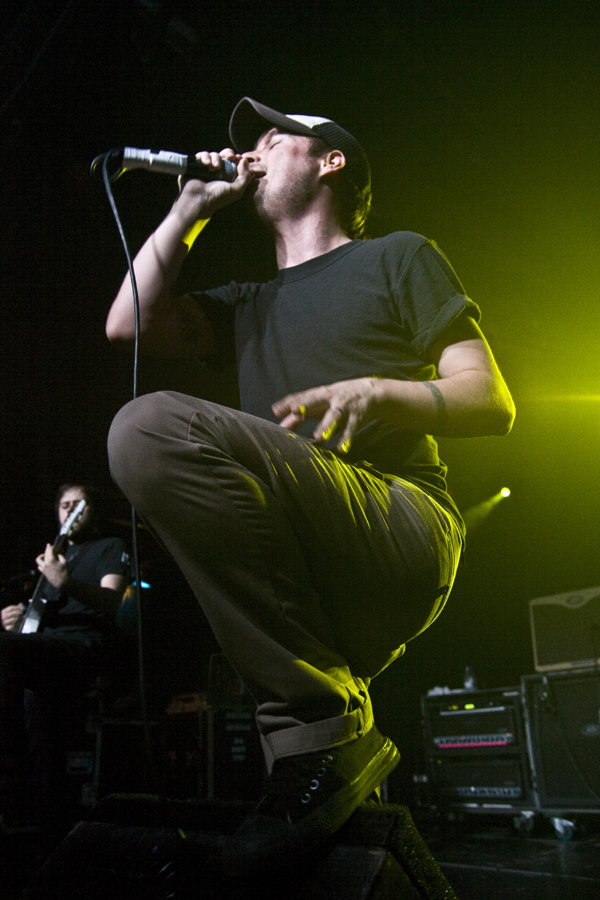
Funeral for a Friend's lead vocalist Matthew Davies-Kreye performing live in 2011.

Le 10 janvier 2011, le groupe fait paraître le single principal de leur album Front Row Seats to the End of the World, et annonce leur cinquième album studio, Welcome Home Armageddon. Le 17 janvier, ils font paraître la couverture de l'album et de sa liste de titres. Le 24 janvier, l'album est annoncé être distribué au label Good Fight Music (en). Le 9 février, le groupe fait paraître le vidéoclip du single Sixteen. Le 5 mars 2011, le groupe joue pour la première fois en Afrique du Sud, au RAMFest (en) de Worcester. Ils concluent cette tournée à Durban et Johannesburg les 9 et 12 mars 2011, respectivement. Welcome Home Armageddon est commercialisé le 14 mars 2011 au label Distiller Records au Royaume-Uni et au label Good Fight aux États-Unis, puis au label Roadrunner pour le reste du monde. Ils sont également nominés pour le Welsh Music Prize, mais ils perdent cependant face à Gruff Rhys.
Le 28 septembre 2011, Funeral for a Friend annonce la parution d'un nouvel EP courant novembre 2011. L'EP est intitulé See You All In Hell (en) et sa parution s'accompagne d'une tournée au Royaume-Uni en octobre en compagnie des groupes Escape The Fate, The Amity Affliction, The Bunny The Bear (en) et Straight Lines. Le 13 octobre 2011, Funeral for a Friend fait paraître un nouveau single en téléchargement de leur EP intitulé High Castles, le single originale de l'EP. See You All In Hell est commercialisé le 7 novembre.

### Conduit,Chapter and Verseet séparation (2012–2016)
Le 22 mai 2012, Ryan Richards annonce son départ du groupe. Il cite sa famille comme raison de son départ. Le groupe ne remplace par immédiatement Richards, mais recherche un membre temporaire pour leurs tournées. Cependant, Pat Lundy est annoncé être le remplaçant définitif de Richards. Lundy est l'ancien batteur du groupe britannique Rise to Remain, qui a quitté son groupe en janvier 2012. Après avoir été contacté pour une audition à Cardiff, Pat apprend toutes les partitions musicales pendant 7 jours. Les changements de line-up s'effectuant, le groupe enregistre et mixe leur cinquième album. Pendant cette même année, le groupe fait de brèves apparitions, comme à Wakestock en Galles du Nord, aux dates de tournées pour Slam Dunk Festival 2012 et au UK Warped Tour au Alexandra Palace de Londres le 10 novembre 2012.
Funeral for a Friend passe toute l'année 2012 à l'écriture et l'enregistrement de son sixième album studio. Durant cette année, ils mettent à jour les informations concernant l'album. Le 4 octobre, ils confirment le titre de l'album, Conduit, et une date de parution pour le Royaume-Uni le 28 janvier 2013 et le 5 février 2013 au label The End Records pour les États-Unis. Après sa première parution au Royaume-Uni, Conduit débute à la 34e place des classements britanniques. Funeral for a Friend achève une tournée australienne de 10 dates.
En 2015 sort l'album Chapter and Verse. Le 14 septembre 2015, Funeral for a Friend annonce sa séparation et sa dernière date de la tournée Last Chance to Dance jusqu'en avril 2016.

## Membres

### Derniers membres
- Matthew Davies-Kreye - chant (2001–2016)
- Kris Coombs-Roberts - guitare (2001–2010), chœurs (2010–2016)
- Gavin Burrough - guitare, chœurs (2010), basse (2008–2010)
- Richard Boucher - basse (2010)
- Casey McHale – batterie (2014–2016)

### Membre additionnel
- Casey McHale - batterie (depuis 2014)

### Anciens membres
- Kerry Roberts - guitare (2001–2002)
- Matthew Evans - chant (2001–2002)
- Andi Morris - basse (2001–2002)
- Johnny Phillips - batterie (2001–2002)
- Gareth Davies - guitare basse, chœurs (2002–2008)
- Darran Smith - guitare (2002–2010)
- Ryan Richards - batterie, percussions, screaming (2002–2012)
- Pat Lundy - batterie, percussions (2012-2014)

## Discographie
- 2003 : Casually Dressed and Deep in Conversation
- 2005 : Hours
- 2007 : Tales Don't Tell Themselves
- 2008 : Memory and Humanity
- 2011 : Welcome Home Armageddon
- 2013 : Conduit
- 2015 : Chapter and Verse